# دانشگاه محمدیه سوراکارتا
دانشگاه محمدیه سوراکارتا (univerˈsitas muhamaˈdijah) (UMS) یکی از ۱۶۴ دانشگاه محمدیه (PTM) و یکی از ۱۸۹۰ مؤسسه آموزش عالی خصوصی (PTS) در اندونزی است.
دانشگاه محمدیه سوراکارتا (UMS) یک مؤسسه آموزش عالی زیر نظر پرسیاریکاتان محمدیه است. دانشگاه محمدیه سوراکارتا بر اساس فرمان وزیر آموزش و پرورش و فرهنگ (فرمان شماره 0330/O/۱۹۸۱. ۲۴ اکتبر ۱۹۸۱) که نام خود را از IKIP محمدیه سوراکارتا تغییر داد.